# Xenodon merremii
Xenodon merremii is een slang uit de familie van de toornslangachtigen (Colubridae). De soort komt voor in Argentinië, Brazilië, Bolivia, Frans-Guyana, Guyana, Paraguay, Suriname, Uruguay en Venezuela.